# مايكل ويلسون
مايكل ويلسون (بالإنجليزية: Michael Wilson)‏ ولد بتاريخ 15 يناير 1960 في أديليد، هو دراج أسترالي سابق. سبق أن شارك في دورة الألعاب الأولمبية الصيفية.

## روابط خارجية
- مايكل ويلسون على موقع أرشيف الدراجات (الإنجليزية)
- مايكل ويلسون على موقع إحصائيات الدراجات الإحترافية (الإنجليزية)
- مايكل ويلسون على موقع CycleBase (الإنجليزية)
- مايكل ويلسون على موقع أوليمبيديا (الإنجليزية)